# Бунтил
Бунти́л (индон. и яв. buntil) — блюдо яванской кухни, подобие долмы. Представляет собой варёный свёрток из листьев различных растений — обычно папайи, таро или маниока, начинённый смесью из сушёной рыбы самого мелкого размера и измельчённой мякоти кокосового ореха. Подаётся как правило в соусе на основе кокосового молока с большим количеством специй и пряностей. Пользуется широкой популярностью в центральной и восточной частях острова Ява.

## Происхождение и распространение
Бунтил является исконным блюдом яванской кухни, которая представляет собой одну из главных региональных составляющих индонезийской кухни. Его название по-явански означает «свёрток», «узелок», что в полной мере соответствует форме этого кушанья, представляющего собой начинённый свёрток из листьев.
Продукты, используемые при приготовлении бунтила, относятся к числу наиболее употребимых в рационе яванцев, а растения, в листья которых заворачивается их смесь, — к числу наиболее распространённых представителей местной флоры. Кушанье пользуется весьма широкой популярностью на Центральной, Восточной и, в меньшей степени, на Западной Яве. Благодаря весьма активному расселению яванцев по всей территории страны, в частности, в рамках специальных трансмиграционных программ, бунтил стал известен и в других регионах Индонезии, однако и там он воспринимается именно как блюдо яванской кухни.

## Приготовление и разновидности
Основными ингредиентами бунтила являются мякоть молодого кокоса и сушёная рыба различных видов семейства анчоусовых наиболее мелкого размера — обычно не более 2-3 сантиметров длиной. Мякоть кокоса перерабатывается в мелкую стружку: традиционно для этого использовались специальные скребки, в современных же условиях в ход идут тёрки либо блендеры. Кокосовая стружка смешивается примерно с равным либо немного меньшим объёмом сушёной рыбы. К образовавшейся массе примешивается определённый набор измельчённых специй, в который обычно входят лук-шалот, чеснок, перец чили, чёрный перец, кориандр. После этого смесь делится на порции, которые формуются в плотные комочки размером с небольшую котлету. Каждый такой комочек заворачивается в сверток из листьев папайи, таро или маниока. Значительно реже для приготовления бунтила используются также листья дыни или алоказии крупнокорневищной.
Листья растений, используемые для изготовления свёртков, обычно предварительно провариваются. Дольше других принято проваривать листья папайи — иногда их варят несколько раз, меняя воду — с тем, чтобы избавиться от присущего им горьковатого вкуса. Листья таро и маниока иногда лишь ошпаривают кипятком либо подсушивают на солнце. Как правило, для обёртки каждой порции бунтила используется как минимум два-три листа. Для придания свёрткам дополнительной прочности они обычно перевязываются толстыми нитками, после чего помещаются в кастрюлю и варятся в обычной воде до готовности — обычно, не менее получаса.
Бунтил можно есть сразу по завершении варки сам по себе, однако в «чистом» виде он подаётся достаточно редко — в таких случаях он называется «сухой бунтил» (индон. buntil kering). Обычно он заливается большой порцией особого остро-пряного соуса, который готовится параллельно с варкой свёртков. Для приготовления соуса в растительном масле на дне глубокой кастрюли обжаривается набор измельчённых приправ, обычно включающий полностью или частично те же специи и пряности, что примешивались к начинке бунтила, а также куркума длинная, большой и малый калган, сизигиум многоцветковый, песочный имбирь. Кроме того, помимо специй, в соус весьма часто идут креветочная паста и пальмовый сахар. Обжаренная в масле смесь специй и приправ заливается кокосовым молоком, к которому иногда добавляется бульон. После недолгого кипячения соус приобретает равномерную, обычно достаточно густую консистенцию. Его цвет, в зависимости от использованных приправ, может варьировать от светло-кремового до ярко-оранжевого или красноватого, а вкус, вне зависимости от его оттенков, неизменно весьма острый.
Обычно сваренные свёртки выкладываются на блюдо и, освобождённые от нитяных перевязок, заливаются соусом. Иногда они закладываются в сковороду с соусом и несколько минут протушиваются в нём. Ещё реже соус заливается в кастрюлю с бунтилом до завершения процесса варки.
Рецепты бунтила в основном не содержат значительных различий: отличаются лишь наборы приправ, размер свёртков, а также виды используемых для обёртки листьев. Так, если литья папайи в этих целях идут в ход на Яве почти повсеместно, то листья таро и маниока предпочитают главным образом в определённых областях Центральной Явы. Так, бунтил в листьях таро считается традиционным для Магеланга, округов Вонособо и Пурвореджо, а бунтил в листьях маниока — для округа Банджанегара.
В редких случаях в начинку помимо двух традиционных основных ингредиентов — сушёной рыбы и кокосовой мякоти — добавляется ещё какой-то продукт. Чаще всего в качестве подобного дополнения фигурируют нашинкованные стручки паркии красивой. Существует в яванской кухне и рецепт четырёхкомпонентного бунтила, в начинку которого помимо рыбы, мякоти кокоса и паркии замешивается измельчённый тофу: все эти ингредиенты берутся примерно в равных долях. Основной специей в таком виде бунтила являются измельчённые листья каффир-лайма.

## Подача и употребление
На Яве бунтил является популярным кушаньем как в домашней кухне, так и в заведениях общественного питания — прежде всего, в традиционных небольших харчевнях — варунгах. Он представляет собой основное блюдо, которое обычно едят горячим, реже — остывшим. Некоторые местности имеют традиции подачи бунтила с тем или иным гарниром. Чаще всего в этом качестве подаются варёный рис и крупук. В уже упоминавшемся центральнояванском округе Банджанегара к бунтилу принято подавать рис, смешанный с варёной кукурузой и варёные стручки паркии красивой.